# Scholas
Scholas ist ein Ortsteil der Stadt Elsterberg im Vogtlandkreis (Sachsen). Scholas wurde am 1. Januar 1979 nach Coschütz eingemeindet, mit dem er am 1. Januar 1994 zur Stadt Elsterberg kam. Im Gegensatz zum Hauptort Elsterberg war Scholas zwischen 1952 und 1992 nicht von der Umgliederung in den Kreis Greiz im Bezirk Gera bzw. ab 1990 im Freistaat Thüringen betroffen.

## Geographie

Gliederung der Stadt Elsterberg

### Lage
Scholas liegt im südlichen Stadtgebiet von Elsterberg, östlich der Weißen Elster. Nördlich des Orts befindet sich der 407 m hohe Kriebelstein. In der südlichen Ortsflur befindet sich das Gehöft Dürre Henne. ⊙ Scholas befindet sich im Osten des Naturraumes Vogtland (Mittelvogtländisches Kuppenland) im sächsischen Teil des historischen Vogtlands.

### Nachbarorte
|                      |                                             | Coschütz |
| Elsterberg mit Gippe | Kompassrose, die auf Nachbargemeinden zeigt |          |
|                      | Ruppertsgrün                                | Losa     |

## Geschichte

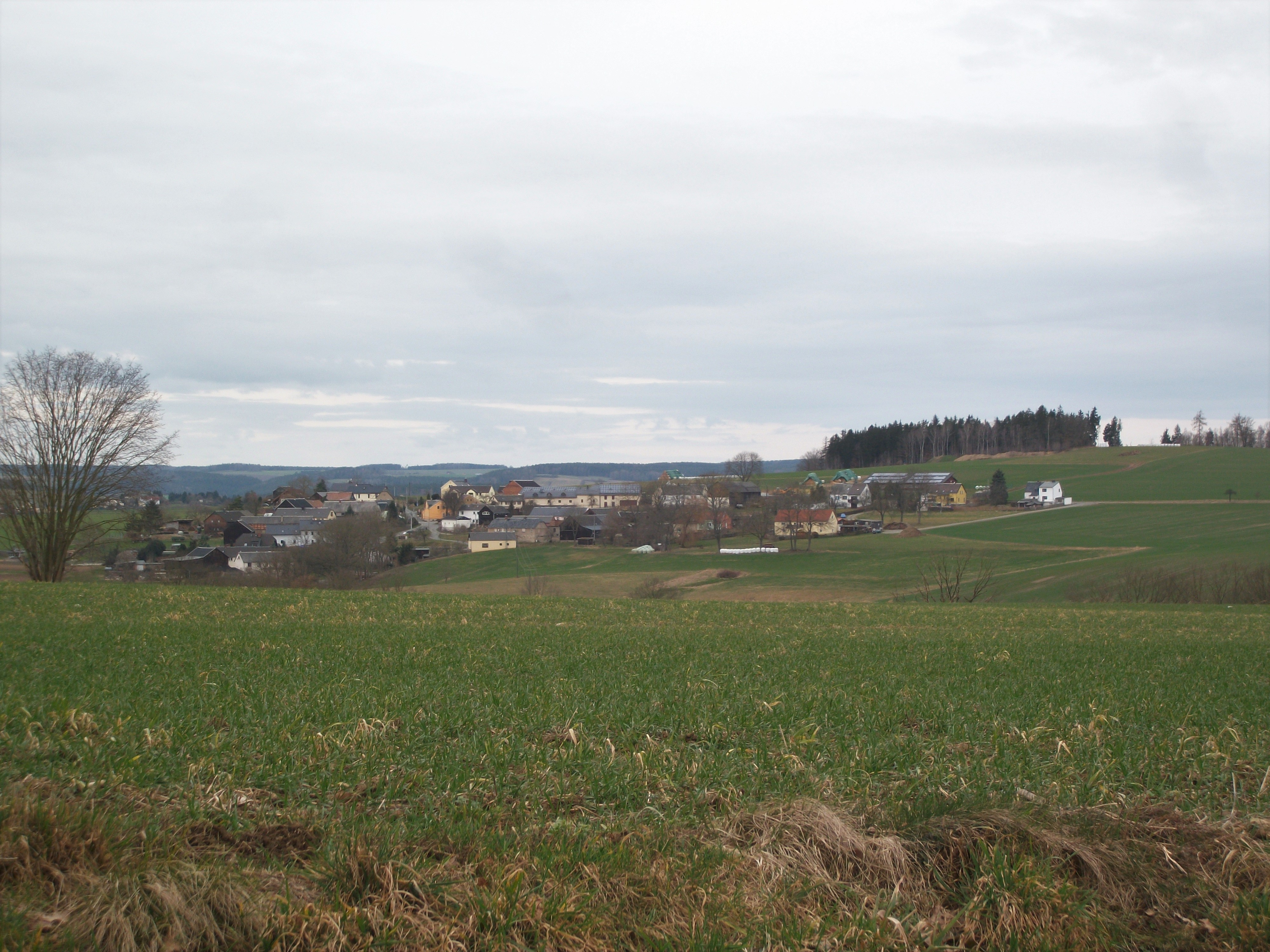
Blick auf Scholas

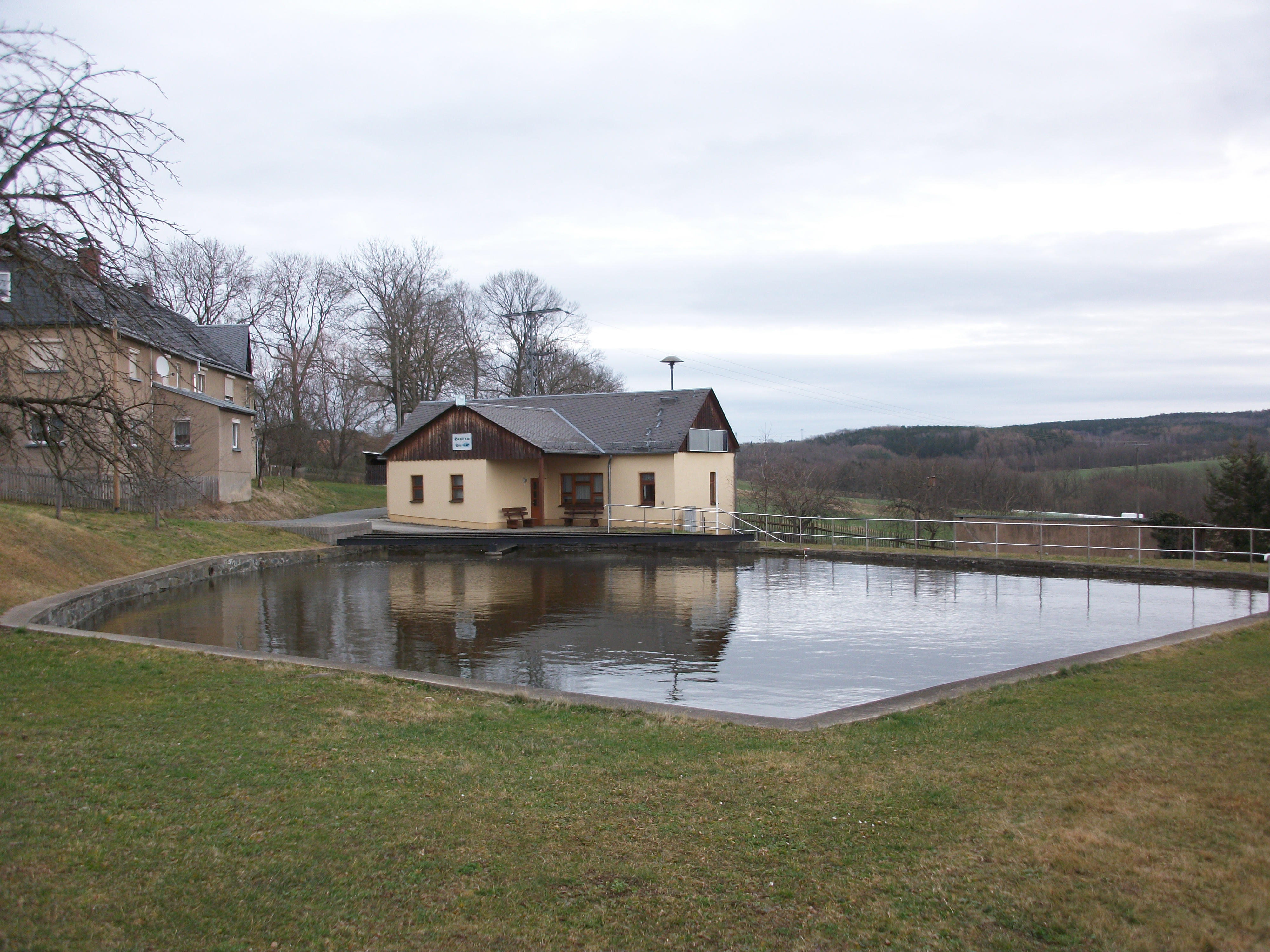
Haus am See (Bürgerhaus Scholas)

Das Platzdorf Scholas wurde im Jahr 1421 erstmals als Scholis erwähnt. Die Gegend von Scholas war ursprünglich Teil der Herrschaft Elsterberg, die als Folge des Vogtländischen Krieges von 1354–57 von den Lobdeburgern unter die Lehenshoheit der Wettiner kam und im 16. Jahrhundert in das Amt Plauen eingegliedert wurde. Bezüglich der Grundherrschaft gehörte Losa im 16. Jahrhundert anteilig zu den Rittergütern Kleingera und Liebau. Im Jahre 1764 wurde die Grundherrschaft über Scholas durch die Rittergüter Kleingera und Ruppertsgrün ausgeübt. Kirchlich ist Scholas seit jeher nach Elsterberg gepfarrt. Scholas gehörte bis 1856 zum kursächsischen bzw. königlich-sächsischen Amt Plauen. 1856 wurde der Ort dem Gerichtsamt Elsterberg und 1875 der Amtshauptmannschaft Plauen angegliedert.
Durch die zweite Kreisreform in der DDR kam die Gemeinde Scholas im Jahr 1952 zum Kreis Reichenbach im Bezirk Chemnitz (1953 in Bezirk Karl-Marx-Stadt umbenannt). Die Eingemeindung nach Coschütz erfolgte am 1. Januar 1979.
Ab 1990 gehörte die Gemeinde Coschütz mit ihren Ortsteilen zum sächsischen Landkreis Reichenbach. Am 1. Januar 1994 erfolgte die Eingemeindung der Gemeinde Coschütz in die Stadt Elsterberg, wodurch die einstige Gemeinde mit ihren Ortsteilen vom Landkreis Reichenbach in den Landkreis Plauen wechselte. Die Postleitzahl von Scholas änderte sich dadurch von "08491" auf "07985". Elsterberg wiederum war auf Grundlage des Staatsvertrages zwischen Thüringen und Sachsen am 1. April 1992 vom thüringischen Landkreis Greiz in den sächsischen Landkreis Plauen gewechselt. Lediglich bezüglich der Postleitzahl gehört die Stadt bis heute zum „thüringischen“ Postleitzahlengebiet „07“, zu dem nun auch Scholas gehört. Seit 1996 liegt Scholas als Ortsteil der Stadt Elsterberg im Vogtlandkreis. Seit 2004 ist Scholas ein eigenständiger Ortsteil mit Ortschaftsrat.